# Hans Karl Wendl
Hans Karl Wendl (* 15. August 1925 in Haar, Oberbayern; † 9. November 2003 in Wedel) war ein deutscher Gynäkologe und Anästhesiologe. Er war einer der Pioniere der geburtshilflichen Katheter-Periduralanästhesie im Nachkriegsdeutschland. Bekannt geblieben ist er als Erfinder und Namensgeber des Nasopharyngealtubus, des Wendl-Tubus.

## Leben und Wirken
Nach dem Studium der Medizin in München promovierte Wendl 1951 mit einer Arbeit über das Krankheitsbild der Aktinomykose. Seine ärztliche Ausbildung führte ihn 1953 an die Städtischen Krankenanstalten in Neumünster, wo er die Anwendung moderner Anästhesietechniken inkl. Regionalverfahren kennenlernte. 1954 wechselte Wendl an die von Hanns Dietel geleitete Frauenklinik und Hebammenlehranstalt Hamburg Finkenau. 1958 publizierte er einen umfangreichen Erfahrungsbericht zur Anwendungspraxis der Peridural- und Sakralanästhesie in der Geburtshilfe.
Wendl wurde 1957 Mitglied der anästhesiologischen Fachgesellschaft und 1962 Facharzt für Anästhesiologie. 1966 übernahm er die Leitung der Gynäkologischen Abteilung des Kreiskrankenhauses Wedel, wo er weiterhin lokalanästhesiologische Techniken bei geburtshilflichen Eingriffen propagierte.
Wendl starb 2003 mit 78 Jahren.

## Wendl-Tubus

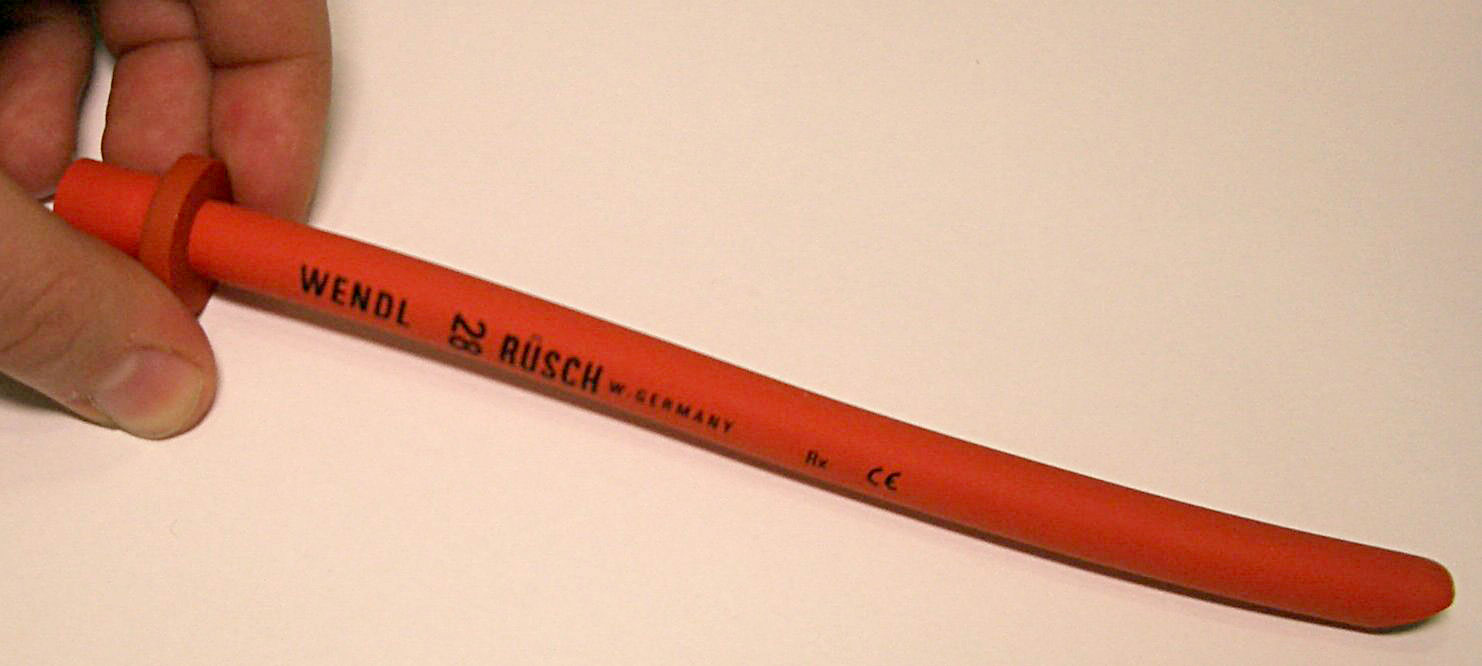
Wendl-Tubus

Anhaltend bekannt blieb Wendl durch eines von ihm inaugurierten medizinischen Hilfsmittels, das sich seit Jahrzehnten in der Notfallmedizin und Anästhesie beim Atemwegsmanagement bewährt hat: den im deutschsprachigen Raum allgemein als Wendl-Tubus bezeichneten Nasopharyngeltubus.

## Schriften (Auswahl)
- Anaesthesie beim Kaiserschnitt. In: Anaesthesist. Band 7, Nr. 2, Feb 1958, S. 53–56. PMID 13521336
- Eine einfache Methode zur Freihaltung der oberen Luftwege. In: Hamburger Ärzteblatt. Band 7, 1958, S. 380–381.
- mit H. Dietel: Die Betäubung in der Geburtshilfe. In: H. Schwalm, G. Döderlein (Hrsg.): Klinik für Frauenheilkunde und Geburtshilfe. Ein Handbuch für die Praxis. Urban & Schwarzenberg, München/Berlin 1965, S. 301–402.
- The story of the Wendl tube and its use. In: J. Schulte am Esch, M. Goerig (Hrsg.): Proceedings of the Fourth International Symposium on the History of Anaesthesia. DrägerDruck, Lübeck, 1998, S. 531–534.
- Peridural Anesthesia techniques and local anesthetic agents. In: Int Anesthesiol Clin. Band 2, Mai 1964, S. 487–497. doi:10.1097/00004311-196405000-00004. PMID 14215336